# Malkhaz Asatiani

Malkhaz Asatiani, né le 4 août 1981 à Koutaïssi, (Union soviétique), est un footballeur professionnel géorgien évoluant au milieu de terrain.

## Biographie
Malkhaz joue en équipe nationale et compte 36 sélections et quatre buts depuis ses débuts, en 2001. L'un de ces buts fut marqué contre les rivaux russes lors des qualifications pour l'Euro 2004, et lui valut une reconnaissance inestimable. Il marqua également des buts importants lors de la phase de qualifications pour la Coupe du monde 2006, en dépit de quoi la Géorgie ne put atteindre la phase finale de la compétition.
Sa carrière en club débuta au Torpedo Koutaïssi, avec lequel il remporta le championnat national trois fois d'affilée. Il en résulta un transfert au Lokomotiv Moscou, club russe dans lequel il évolue encore aujourd'hui.

## Palmarès
- Championnat de Géorgie : 2000, 2001 et 2002
- Championnat de Russie : 2004
- Championnat d'Ukraine : 2009
- Coupe de Géorgie : 2001
- Coupe de la CEI : 2005
- Coupe de Russie : 2007